# Aufschwören
Das Aufschwören ist die Ablage eines Amtseides und ist ein Rechtsvorgang im Mittelalter.
Ritter, die in den so genannten Landtag aufgenommen werden wollten, mussten ihre Herkunft beschwören. Dazu mussten sie unter anderem einen landtagsfähigen Rittersitz besitzen und mindestens 16 adelige Vorfahren benennen.